# Semicassis
Genre
Synonymes
- sous-genres :
  -  Xenophalium (Xenogalea) Iredale, 1927[1]

Semicassis est un genre de mollusques gastéropodes de la famille des Cassidae.
Ces coquillages sont des prédateurs carnivores de proies lentes, comme des échinodermes. Ils sont connus pour pondre des œufs arrangés en tour d'une hauteur impressionnante. 

## Liste des espèces
Selon World Register of Marine Species (18 mars 2018) :
- Semicassis adcocki (G. B. Sowerby III, 1896)
- Semicassis angasi (Iredale, 1927)
- Semicassis bisulcata (Schubert & J. A. Wagner, 1829)
- Semicassis bondarevi Mühlhäusser & Parth, 1993
- Semicassis bulla Habe, 1961
- Semicassis canaliculata (Bruguière, 1792)
- Semicassis centiquadrata (Valenciennes, 1832)
- Semicassis craticulata (Euthyme, 1885)
- Semicassis decipiens (Kilburn, 1980)
- Semicassis dorae (Kreipl & Mühlhäusser, 1996)
- Semicassis dougthorni Dekkers, 2013
- Semicassis faurotis (Jousseaume, 1888)
- Semicassis fernandesi (Kilburn, 1975)
- Semicassis fibrata (P. Marshall & R. Murdoch, 1920) †
- Semicassis glabrata (Dunker, 1852)
- Semicassis granulata (Born, 1778)
- Semicassis inornata (Pilsbry, 1895)
- Semicassis kaawaensis (Bartrum & Powell, 1928) †
- Semicassis labiata (Perry, 1811)
- Semicassis lilliei (C. A. Fleming, 1943) †
- Semicassis marwicki (C. A. Fleming, 1943) †
- Semicassis microstoma (Martens, 1903)
- Semicassis paucirugis (Menke, 1843)
- Semicassis pyrum (Lamarck, 1822)
- Semicassis royana (Iredale, 1914)
- Semicassis saburon (Bruguière, 1792)
- Semicassis semigranosa (Lamarck, 1822)
- Semicassis sinuosa (Verco, 1904)
- Semicassis skinneri (Marwick, 1928) †
- Semicassis sophia (Brazier, 1872)
- Semicassis thachi Kreipl, Alf & Eggeling, 2006
- Semicassis thomsoni (Brazier, 1875)
- Semicassis umbilicata (Pease, 1861)
- Semicassis undulata (Gmelin, 1791)
- Semicassis westralis Kreipl, 1997
- Semicassis whitworthi (Abbott, 1968)
- Semicassis zeylanica (Lamarck, 1822)

## Galerie

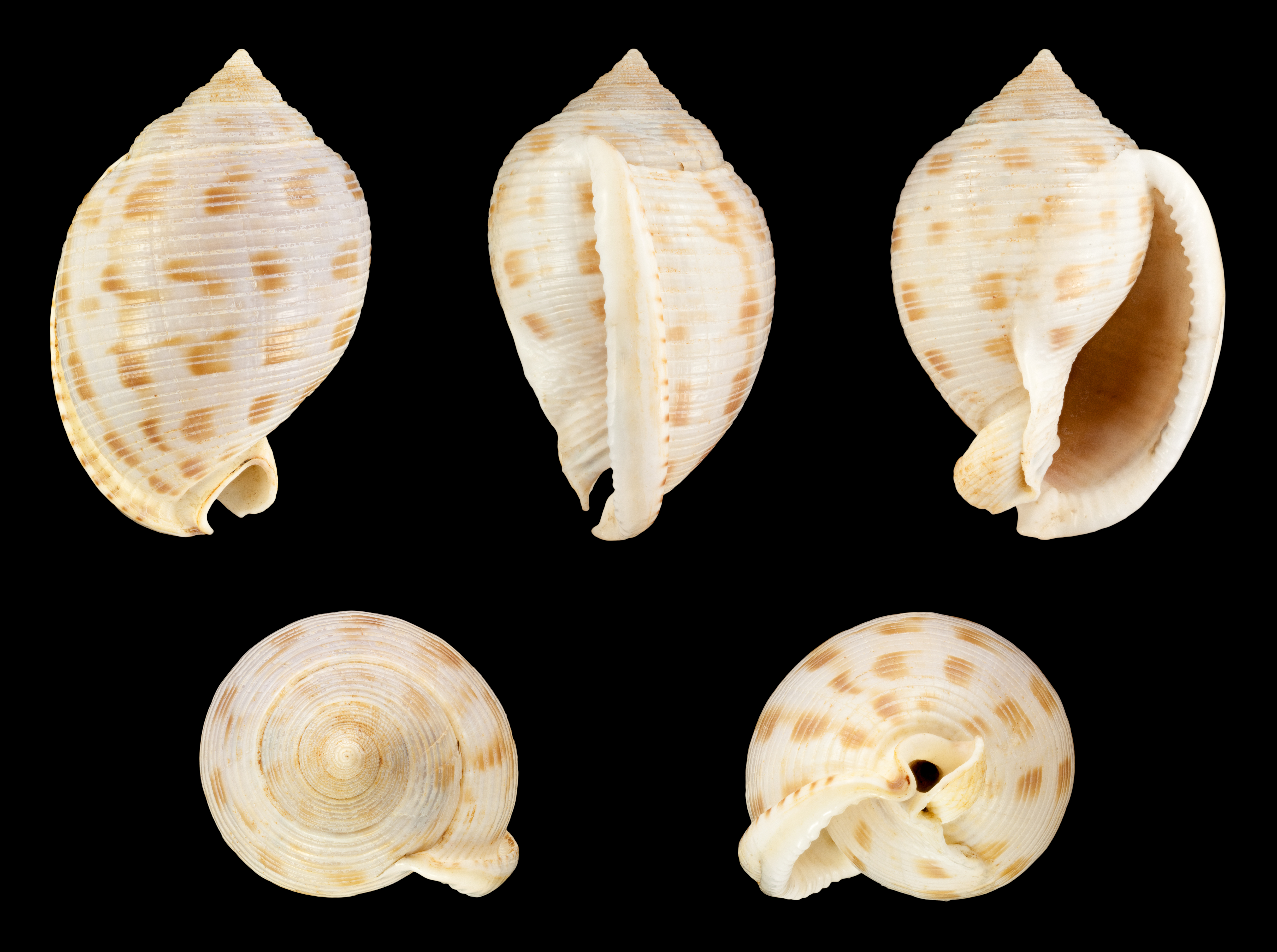
Semicassis bisulcata v. japonica.
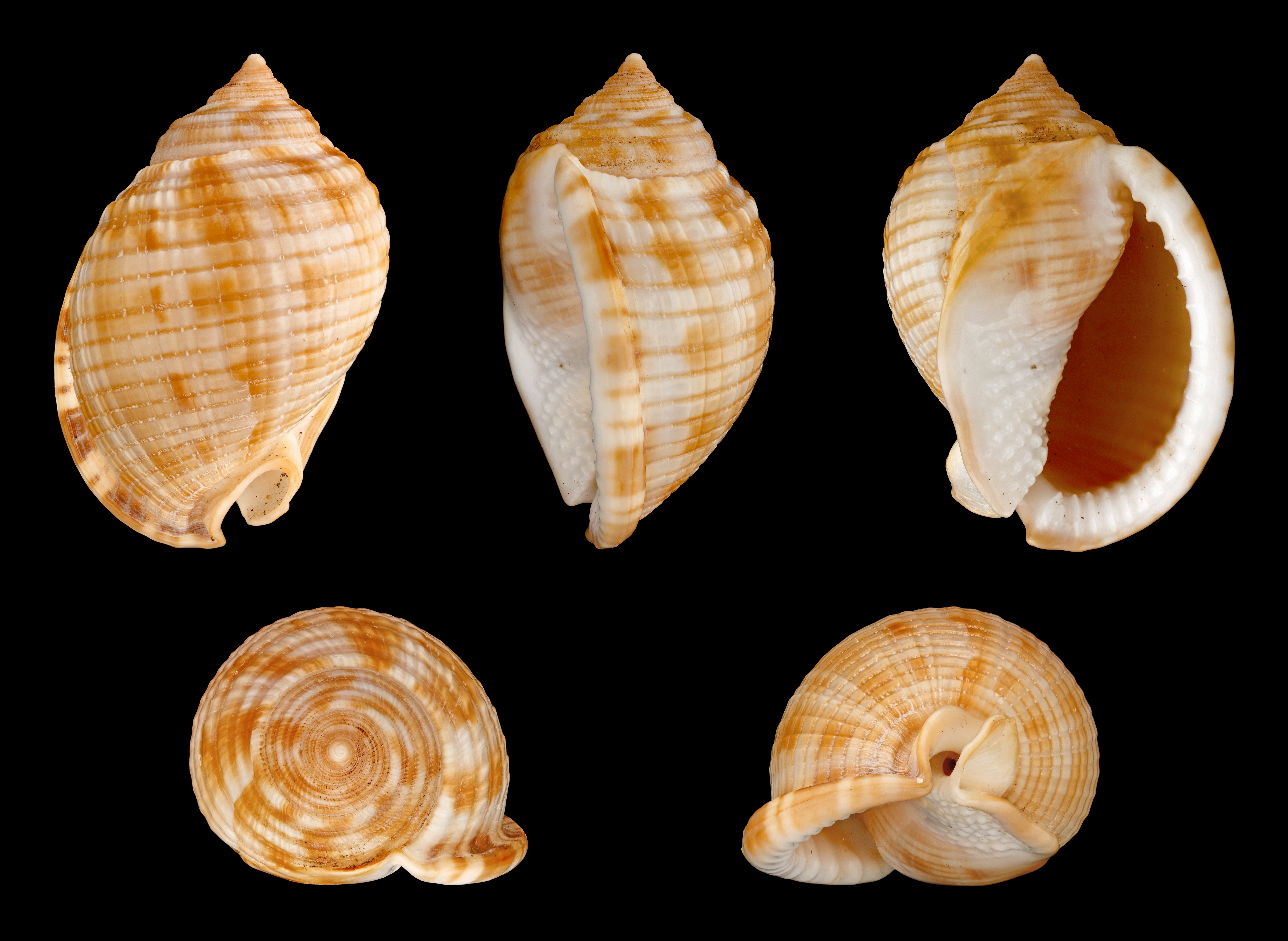
Semicassis granulata.
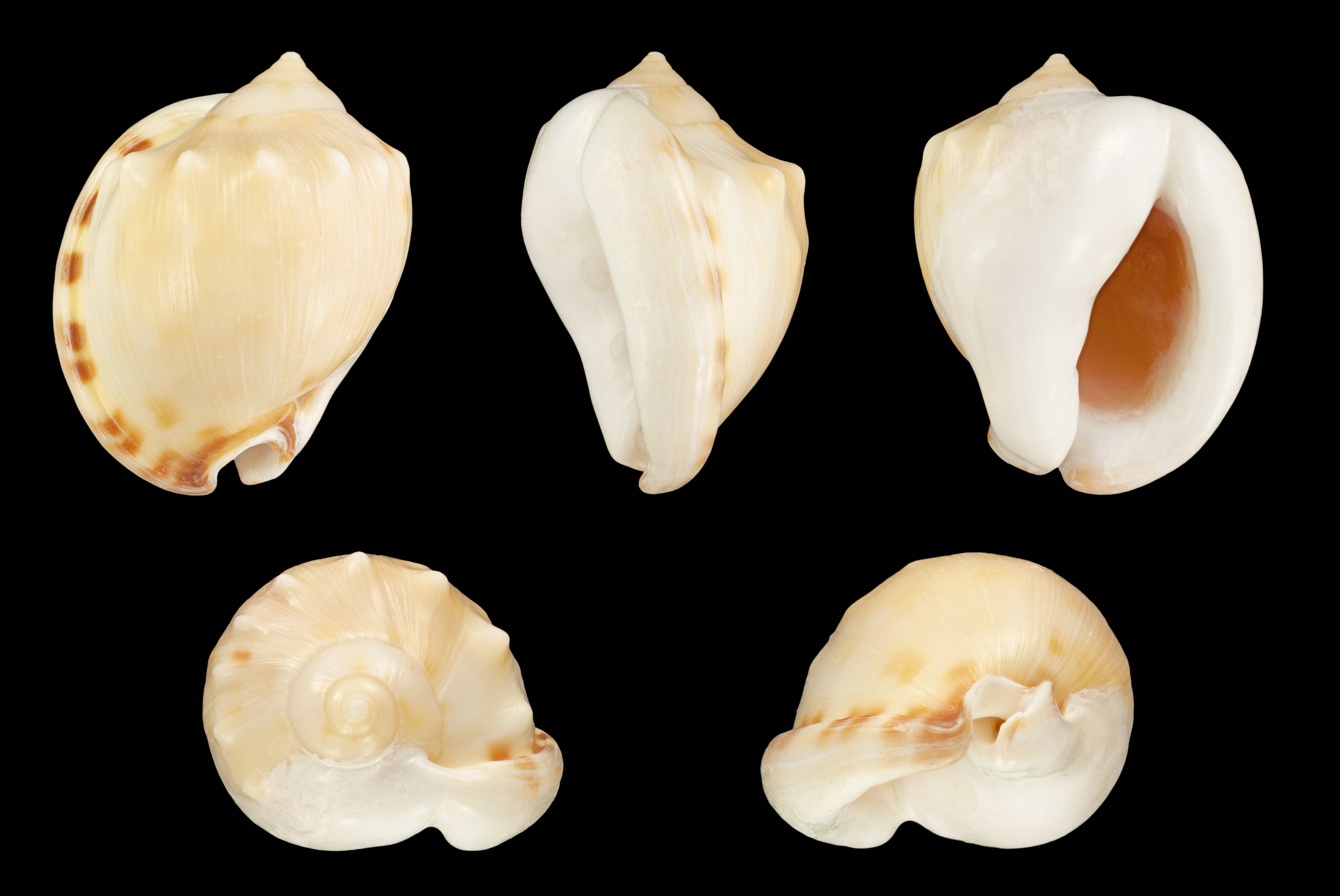
Semicassis labiata zeylanica.
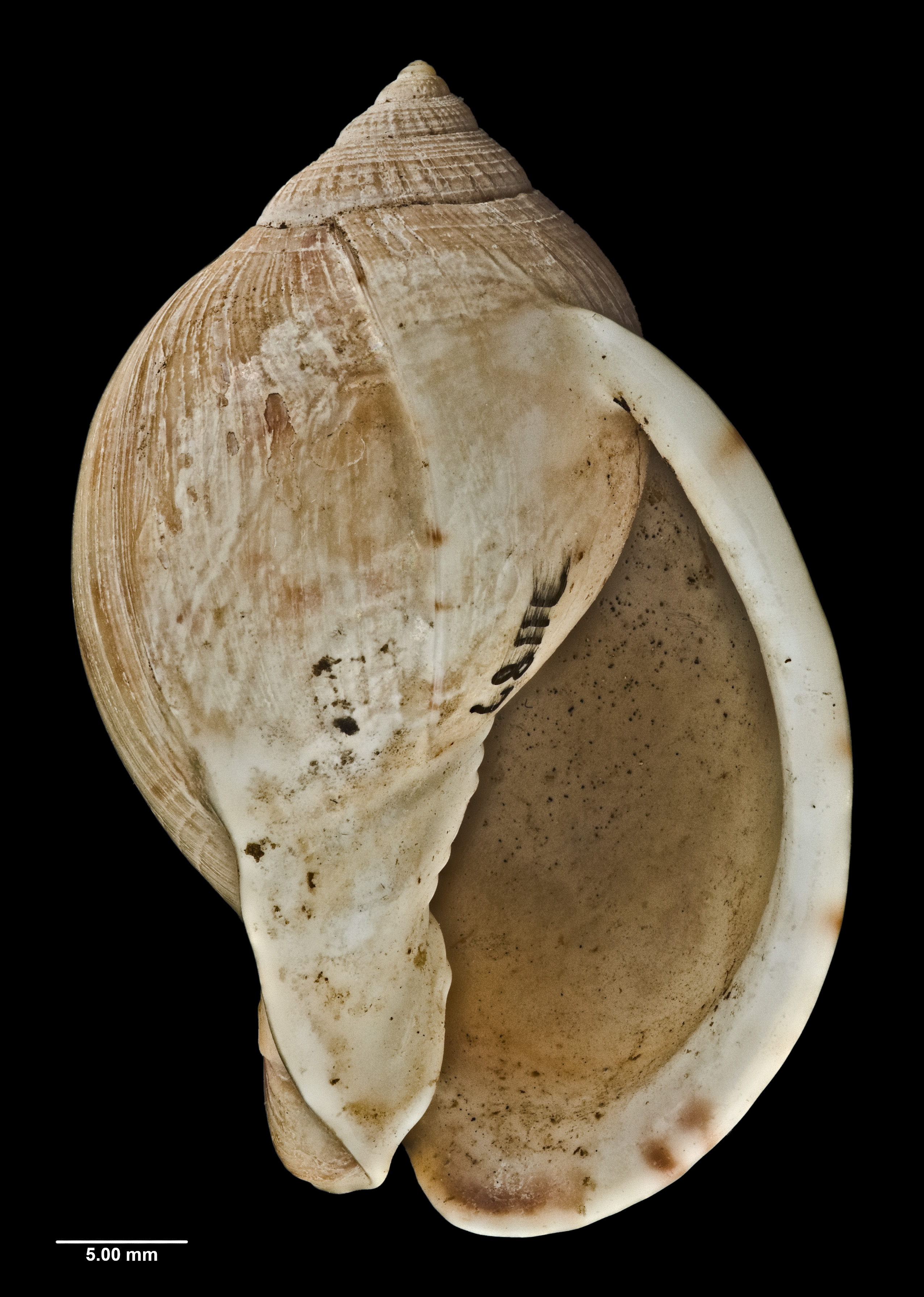
Semicassis pyrum.
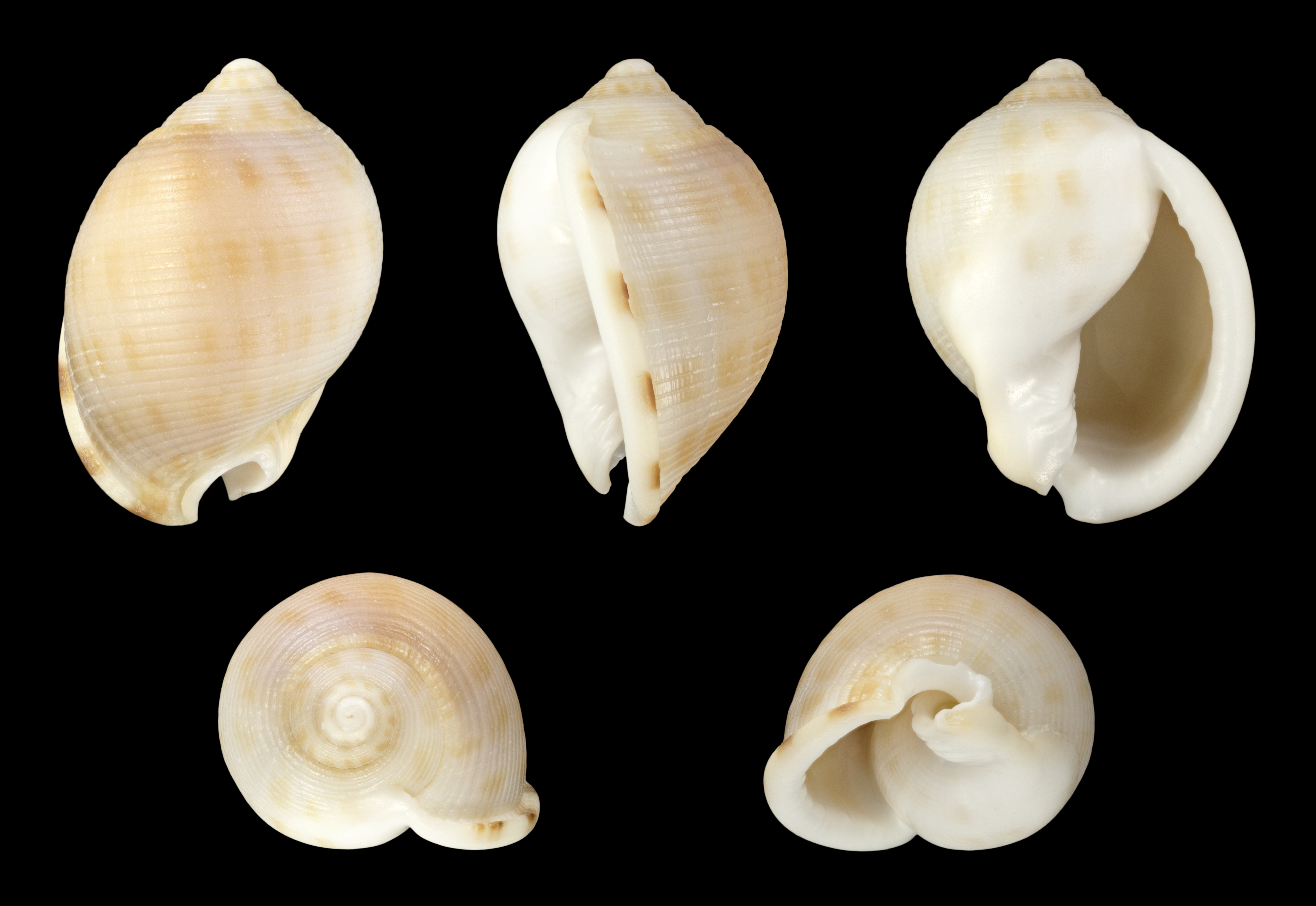
Semicassis saburon.